# Sölden (Selva Negra)
Sölden (en alemánico Sailede) es un municipio apenas 10 kilómetros al sur de Friburgo en el suroeste de Baden-Wurtemberg, Alemania. Forma parte de la mancomunidad Hexental.

## Geografía

### Ubicación geográfica
Ubicado entre el Monte Hermoso y la Selva Negra en el Valle de Brujas pertenece a la vez a la zona del pie de monte y a la Selva Negra, ya que la falla principal entre el graben del Rin Superior y la Selva Negra atraviesa el pueblo.